# Monte Silberhorn
El Monte Silberhorn (Maorí: Rangirua) es el séptimo pico más alto de Nueva Zelanda, elevándose a 3300 metros. Se encuentra en los Alpes del Sur en la cresta sur del Monte Tasman (3,497 m). Su nombre, "cuerno de plata" en alemán, probablemente fue dado por William Spotswood Green en 1882 por su parecido con el Silberhorn en los Alpes berneses.  Su nombre maorí, Rangirua, se traduce literalmente como 'segundo cielo' (rangi: cielo; rua: dos).